# Vera Steadman

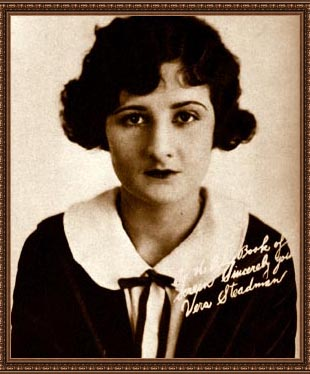
Vera Steadman

Vera Steadman, född 23 juni 1900 i Monterey i Kalifornien, död 14 december 1966 i Long Beach i Kalifornien, var en amerikansk stumfilmsskådespelerska.
Steadman gjorde filmdebut som sjuttonåring och medverkade i en lång rad Mack Sennett-komedier. Bland hennes mest kända filmer återfinns The Nervous Wreck (1924) och Stop Flirting (1925). Hon gjorde även i några ljudfilmer.
Hon var gift med skådespelaren Jack Taylor, som avled 1932. En av hennes tvillingsöner dog sex veckor gammal.